# Avril 1843

## Événements
- Avril 1843 - janvier 1848 : second projet de loi sur la réforme des prisons (supprimant entre autres la déportation), défendu par Alexis de Tocqueville.

- 2 avril : en Russie, oukase organisant les migrations vers la Sibérie (50 000 départs officiels entre 1844 et 1861).
- 5 avril : parution de la Muse du département d'Honoré de Balzac.
- 9 avril, France : Louis Veuillot attaque Les Burgraves.
- 15 avril, France : 
  - Joseph Arthur de Gobineau est présenté à Alexis de Tocqueville, soit par Charles de Rémusat, soit par Arnold Scheffer. Il est chargé par Tocqueville de le documenter « sur l'état des doctrines morales au XIXe siècle », moyennant une indemnité de deux mille francs. L'amitié de Tocqueville sera d'une importance capitale dans sa carrière ultérieure.
  - Hercule de Serre est nommé élève vice-consul.
- 20 avril : mariage de la princesse Clémentine d'Orléans avec le prince Auguste de Saxe-Cobourg.
- 22 avril : triomphe à l'Odéon de la tragédie classique de Ponsard, Lucrèce, acte de décès du romantisme : Les Burgraves de Hugo ont subi un échec retentissant le 7 mars au Théâtre-Français.
- 24 avril : Gobineau devient collaborateur régulier de La Quotidienne, où il restera jusqu'en 1847, malgré ses dissentiments avec Laurentie, principal rédacteur du journal, et où il est chargé « de traiter les questions de politique étrangère ». Il commencera au mois de juin.
- 29 avril : L'Unité publie « Étude sur l'Allemagne : des princes médiatisés » de Gobineau.

## Naissances
- 7 avril : Ernest Munier-Chalmas (mort en 1903), géologue français.
- 15 avril : Henry James, écrivain américain († 1916).
- 26 avril : 
  - Ernst Leitz, entrepreneur allemand, propriétaire de l'Optical Works Ernst Leitz devenue Leica († 12 septembre 1920).
  - Paul De Vigne, sculpteur belge († 13 février 1901).

## Décès
- 3 avril : Matthias Joseph Anker (né en 1772), géologue et minéralogiste autrichien.
- 28 avril : William Wallace (né en 1768), mathématicien écossais.